# Globus virtual

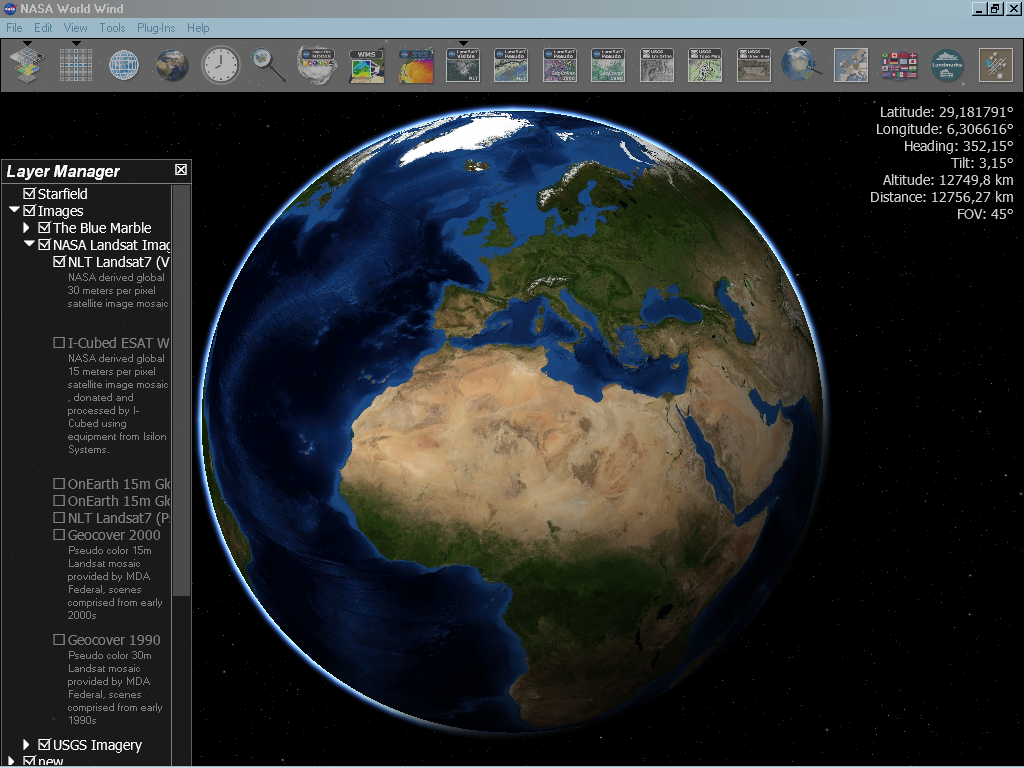
Exemple de Globus virtual de codi obert NASA World Wind

Un globus virtual és un programari que modeliso que representa la Terra o qualsevol planeta. El primer programari que va aconseguir interessar el públic en general va ser Google Earth. Aquesta categoria de programari permet a un usuari de moures lliurement al voltant del globus, canviant la seva posició i el seu angle de vista.

## Exemples de globus virtuals
Els principals globus virtuals són:
- Terravision, primer projecte de globus virtual funcional creat per ART+COM al 1993.[1]
- Google Earth (creat per Google)[2]
- World Wind (creat per la NASA)
- Bing Maps (creat per Microsoft)
- Marble (un giny obert creat per KDE)
- Globus virtual Geoforge Arxivat 2012-08-26 a Wayback Machine.: forma part del projecte Geoforge project Arxivat 2011-03-19 a Wayback Machine. i té especialitzacions per les  geociències.
- Bhuvan (Globus virtual específic per a la India, creat per la  ISRO)[3]
- Earthbrowser (L'única versió en línia sobre web: creat per Lunar Software)